# پرچم تونگا
پرچم تونگا در ۴ نوامبر ۱۸۷۵ پذیرفته شد.این پرچم با دور نگ قرمز و سفید تشکیل شده که قسمت سفید به صورت مربع در گوشه سمت چپ بالا دارای یک نشان قرمز در وسط می باشد.